# Rhynchactis
Rhynchactis is een geslacht van straalvinnige vissen uit de familie van wipneuzen (Gigantactinidae).

## Soorten
- Rhynchactis leptonema Regan, 1925
- Rhynchactis macrothrix Bertelsen & Pietsch, 1998
- Rhynchactis microthrix Bertelsen & Pietsch, 1998